# 山手梨愛
山手 梨愛（やまて りあ）は、日本のAV女優、ヌードモデル。福岡県出身。

## 略歴
福岡県在住のヌードモデルとして活動していたところを光文社の『FLASH』編集部が見つけ、2021年10月19日発売の同誌1622号にてグラビアデビュー。なお、ヌードモデルになった理由については、やりたいことが見つからず、自分が成長できることは何かと考えた結果、（他人に裸身を）見られて評価されることは自分にとってプラスになると考えたからと明かしている。
2021年11月23日にS1 NO.1 STYLEからAV女優としてデビュー。専門誌インタビューでは、このきっかけを「自分のことを求めてくれたので頑張ろうと思いました」と明かしている。デビュー作『新人NO.1STYLE 九州No.1新人グラドル山手梨愛AVデビュー』は、2022年12月に『アサヒ芸能』が発表した「2022AV年間セールスランキング」で第9位を記録した。『FLASH』の2021年セクシー女優ランキングでは、第35位を記録した。
第3作『交わる体液、濃密セックス 完全ノーカットスペシャル 山手梨愛』は、2022年1月3日週FANZA通販フロア・ウィークリーランキングで第1位を記録した。
第4作『激イキ112回！痙攣4500回！イキ潮1800cc！ 山手梨愛 エロス覚醒 はじめての大・痙・攣スペシャル』は、2022年7月18日週FANZA動画フロアランキングで第1位を記録した。
FANZAの2022年上半期AV女優ランキング ベスト100では、第5位を記録した。
2022年8月20日には、1st写真集『Ria』発売記念イベントを東京・神保町の書泉グランデにて開催した。
第12作『すごいカラダすごい絶頂 九州ナンバーワン美ボディが撮影スタジオに着いた瞬間から丸1日ぶっ通しノンストップ撮影で異常トランス絶頂!! 山手梨愛』は、2022年10月17日週FANZA通販フロアランキングで第1位を記録した。
2023年6月19日週FANZA通販フロアランキングにて出演した『エスワンファン感謝祭』（BD版）が初登場1位を記録した。DVD版も4位にランクイン。同作は6月26日週も1位を維持した（DVD版は5位）。同作は7月17日週FANZA動画フロアランキング1位も記録した。
2023年7月3日週FANZA通販フロアランキングで『新任教師メス化キメセク ゲス同僚に媚薬飲まされ死ぬほどイカされた淫乱覚醒トリップ性交 山手梨愛』が初登場1位となる。同年8月14日週FANZA通販フロアランキングにて、イメージビデオ『裸神 山手梨愛』（BD版）が初登場2位を記録した。また、同年9月4日週FANZA通販フロアランキングにて、『現役グラビアアイドルのお姉ちゃんがビキニ姿で迫ってくる！ 山手梨愛 』が初登場1位を記録した。
2023年10月14日週通販ランキングでは『AV界で一番エビ反るイカレ絶頂マッサージ 究極スレンダーボディ性感開発オイルエステ 山手梨愛』が初登場2位を記録した。

## 人物
- 特技は運動、トレーニング全般[5]。趣味はランニング[6]。
- 中学3年生まではクラスの中でも真ん中程度の身長であったが、3年生を起点に急に伸び始めた[22]。高校卒業までは小さい子のほうが可愛いという思いや、下手に目立つことからコンプレックスに感じていた[22]。
- プライベートでの経験人数は3人[22]。
- AV男優の澤野ヒロムには、「あれだけスタイルがいいと、どの角度も絵になる」と評されている[23]。
- 『アサヒ芸能』の編集部には、スーパーボディ過ぎて長い脚が注目されていないと評されている[24]。また、立ちバックや奥への挿入を求めて絡みつく足への評価から、「アサ芸AV大賞2022・ドスケベBODY部門踏まれたい美脚賞」に指名されている[24]。

## 作品
◎はBD版発売作品。

### アダルトDVD / BD
- 新人NO.1STYLE 九州No.1新人グラドル山手梨愛AVデビュー（11月23日、S1 NO.1 STYLE）[25] ◎

- 九州No.1ボディ新人グラドル山手梨愛 人生初イキ!初体験3本番スペシャル（1月11日、S1 NO.1 STYLE）◎
- 交わる体液、濃密セックス 完全ノーカットスペシャル 山手梨愛（2月8日、S1 NO.1 STYLE）◎[23]
- 激イキ112回!痙攣4500回!イキ潮1800cc! 山手梨愛 エロス覚醒 はじめての大・痙・攣スペシャル（3月8日、S1 NO.1 STYLE）◎
- 九州NO.1ボディグラドル“山手梨愛”の神ボディ堪能風俗ランド（4月12日、S1 NO.1 STYLE）◎
- 出張先で軽蔑している中年セクハラ上司とまさかの相部屋に… 朝まで続く絶倫性交に不覚にも感じてしまったIカップ新人社員（5月24日、S1 NO.1 STYLE）
- AV最高峰 -S級GIRLS GROUP エスワンキャンペーン（5月27日、S1 NO.1 STYLE） - S1 NO.1 STYLE専属女優による撮り下ろし映像を収録したキャンペーンDVD。
- 山手梨愛のパーフェクトボディ その全てを味わい尽くす超堪能160分フルコース（6月28日、S1 NO.1 STYLE）[26] ◎
- 山手梨愛10変化 極上オナニーサポート（7月26日、S1 NO.1 STYLE）◎
- 1カ月の禁欲を経て… 九州NO.1スリムボディが快感でうねり、仰け反り、痙攣イキしまくる。求愛オーガズム交尾 山手梨愛（8月23日、S1 NO.1 STYLE）◎
- 彼女の姉は脱いだらパーフェクト 爆乳お姉さんと朝から晩まで毎日ひたすらハメまくった最低な僕。山手梨愛（9月27日、S1 NO.1 STYLE）◎
- すごいカラダすごい絶頂 九州ナンバーワン美ボディが撮影スタジオに着いた瞬間から丸1日ぶっ通しノンストップ撮影で異常トランス絶頂!! 山手梨愛（11月22日、S1 NO.1 STYLE）◎

- デビュー1周年特別企画 SSS-BODY 世界が驚いたスレンダーと巨乳の極美エロス（1月24日、S1 NO.1 STYLE）◎
- いつでも呼び出せる完全従順タダマンは乱暴SEXで喜ぶからむちゃくちゃにヤリ散らかしてやった2日間。 山手梨愛（2月28日、S1 NO.1 STYLE）◎
- 九州NO.1ボディグラドル山手梨愛 初ベスト エスワンデビュー1周年 最新11タイトル12時間スペシャル（3月14日、S1 NO.1 STYLE）◎ ※単体ベスト
- セクシー女優界No.1美ボディ山手梨愛がおっパブ嬢だったらの世界線 こっそり本番OK!奇跡の美巨乳グラドル嬢（3月28日、S1 NO.1 STYLE）◎
- 美しすぎるIcupがノーブラだったりポロリしたり! 隙だらけ着衣巨乳お姉さん 山手梨愛（4月25日、S1 NO.1 STYLE）◎
- 気の強い女上司を自宅に送り届けると… はだけた美巨乳ボディに童貞部下の性欲爆発! ボクは一晩中ヤりまくった。 山手梨愛（5月23日、S1 NO.1 STYLE）◎
- エスワンキャンペーン2023 スペシャルDVD（6月1日、S1 NO.1 STYLE）※AVメーカー「S1 NO.1 STYLE」専属女優30名の撮り下ろし映像を収録。
- 人生初大・乱・交AV界No.1スレンダーボディに巨根ぶっ続けぶち込みセックス 山手梨愛（7月11日、S1 NO.1 STYLE）◎
- スーパースター女優と大乱交 激レア共演S1ファン感謝祭 三上悠亜 葵つかさ うんぱい 架乃ゆら 小宵こなん 本郷愛 miru 山手梨愛（7月25日、S1 NO.1 STYLE）◎
- 新任教師メス化キメセク　ゲス同僚に媚薬飲まされ死ぬほどイカされた淫乱覚醒トリップ性交 山手愛梨（8月8日、S1 NO.1 STYLE）
- 業界No.1ボディ細腰グラドルと本番アリ回数制限ナシ愛人契約で肉欲はき出す 汗・愛液・潮 汁だく不倫性交 山手梨愛（9月12日、S1 NO.1 STYLE）◎
- 現役グラビアアイドルのお姉ちゃんがビキニ姿で迫ってくる! 山手梨愛（10月10日、S1 NO.1 STYLE）◎ [23]
- AV界で一番エビ反るイカレ絶頂マッサージ 究極スレンダーボディ性感開発オイルエステ 山手梨愛（11月14日、S1 NO.1 STYLE）◎
- 山手梨愛 九州で一番と言われた究極ボディと35回のセックス（12月12日、S1 NO.1 STYLE）◎

- 業界最強どスケベボディをお届けします。ファンのお願いを全力で叶えるご奉仕SEXスペシャル 山手梨愛（1月9日、S1 NO.1 STYLE）◎
- アスリート級ボディ＊山手梨愛 極限まで絞られたスレンダーIカップを汗だくでイカセ続ける異常なまでの肉体美性交（2月13日、S1 NO.1 STYLE）

### アダルトVR
- VR NO.1 STYLE 山手梨愛 解禁（5月20日、S1 NO.1 STYLE）
- 山手梨愛とず〜っと密着… Icupグラドルボディを完全独占! 最高の距離で見せる究極同棲VR（7月10日、S1 NO.1 STYLE）
- AV界NO.1ボディ×極上ホスピタリティ×絶対シコリティ保証 山手梨愛を味わい尽くす風俗ランド3シチュエーション（10月5日、S1 NO.1 STYLE）

- 天井特化 × 山手梨愛 × ナース あなたは寝てるだけ。神乳Icupド迫力アングル覆い被さり騎乗位スペシャル（4月18日、S1 NO.1 STYLE）
- 嫌がる顔まで色っぽい担任女教師をラブホに呼び出し美巨乳ボディをイカセまくり禁断性交 山手梨愛（8月22日、S1 NO.1 STYLE）

### イメージDVD /BD
- ALL NUDE 山手梨愛（2022年7月26日、Aircontrol）[27][28]◎
- 裸神 山手梨愛（2023年9月26日、Aircontrol）[29]◎

### 写真集
- 山手梨愛1st写真集『Ria』（2022年8月20日、ジーオーティー、撮影：浜田一喜）[30] ISBN 978-4-82-360326-6
- 山手梨愛写真集『material』（2023年10月20日、ジーオーティー、撮影：LUCKMAN）ISBN 978-4-8236-0536-9

### ポーズ集
- プレミアムヌードポーズブック 山手梨愛（2022年11月18日、ジーオーティー、撮影：浜田一喜）[31] ISBN 978-4-82-360356-3

### デジタル写真集
- 福岡生まれの天然Iカップ VR 山手梨愛 FLASHデジタル写真集（2021年12月14日、光文社、撮影：植野恵三郎）
- AV最高峰 S級GIRLS GROUP エスワンキャンペーン No.1 Photo Book アイドル版（2022年5月27日、FANZA BEAUTY COLLECTION、撮影：小林弘輔） - S1 NO.1 STYLE専属女優によるデジタルフォトブック。
- AV最高峰 S級GIRLS GROUP エスワンキャンペーン No.1 Photo Book S級版（2022年6月10日、FANZA BEAUTY COLLECTION、撮影：小林弘輔） - S1 NO.1 STYLE専属女優によるデジタルフォトブック。
- 山手梨愛1st写真集『Ria』増ページ【デジタル特装版】（2023年2月24日、ジーオーティー、撮影：浜田一喜）- 紙書籍版を再編集の上、未公開カットを追加した電子書籍限定版。
- S1キャンペーン2023 No.1 Photo Book アイドル版（2023年5月12日、FANZA BEAUTY COLLECTION、撮影：小林弘輔）- AVメーカー「S1 NO.1 STYLE」専属女優30名の撮り下ろし写真を収録。
- S1キャンペーン2023 No.1 Photo Book S級版（2023年6月1日、FANZA BEAUTY COLLECTION、撮影：小林弘輔）- AVメーカー「S1 NO.1 STYLE」専属女優30名の撮り下ろし写真を収録。
- 山手梨愛写真集『material』増ページ【デジタル特装版】（2025年5月1日、ジーオーティー、撮影：LUCKMAN）- 紙書籍版を再編集し、未公開カットを追加した電子書籍限定版。

## 出演

### テレビ
- 東京アンダーヘア（中国語版）（2023年8月19日、9月9日、myTV SUPER（中国語版））- 山手梨愛 役[32]

### ゲーム
- 社長と美女たちの二重奏（2024年3月6日[33]、CREAM SOFT）- 藤原真紀子 役[34]